# Tuiskon Ziller
Tuiskon Ziller (Wasungen, Turíngia, 22 de desembre del 1817 - Leipzig, 20 d'abril del 1882) va ésser un pedagog alemany, deixeble de Johann Friedrich Herbart.
Fundà el 1861 a Leipzig un seminari de pedagogia. En 1864 va ser nomenat professor associat de la Universitat de Leipzig.
Treballà especialment en els conceptes de concentració i de graus formals. En el primer cas, considerant que tot l'ensenyament és matèria de reflexió, i en el segon cas, partint dels esmentats graus formals per a l'elaboració d'un esquema per a cada lliçó. Ziller va ser una figura destacada del herbartianisme i des de 1868 president fundador de l'Associació per a l'Educació Científica .